# Западно-Марианская котловина
За́падно-Мариа́нская котлови́на — подводная котловина в западной части Тихого океана.
Котловина расположена в Филиппинском море, к западу от Марианских островов. Глубины её составляют от 4000 до 6000 м. Западно-Марианская котловина отделена от Филиппинской подводным хребтом между островами Кюсю и Палау.